# René Delamaire
René Delamaire (né le 10 octobre 1933 à Roz-Landrieux et mort le 13 août 2007 à Rennes,) est un coureur cycliste français, actif dans les années 1950 et 1960.

## Palmarès
- 1957
  - 3e du Circuit des Trois Provinces
- 1958
  - Circuit des Trois Provinces
  - 2e du Grand Prix de France
- 1959
  - Circuit des Trois Provinces
  - 2e du Grand Prix de Fougères
- 1960
  - Grand Prix Pierre Le Doaré
  - 2e du Grand Prix de Saint-Hilaire-du-Harcouët